# Patrizia Kummer
Patrizia Kummer (født 16. oktober 1987 i Mühlebach) er en schweizisk snowboarder.
Kummer vandt sølv i parallelle slalom ved 2013 FIS Snowboard World Championships.